# Vertrag von Fort Laramie 1868

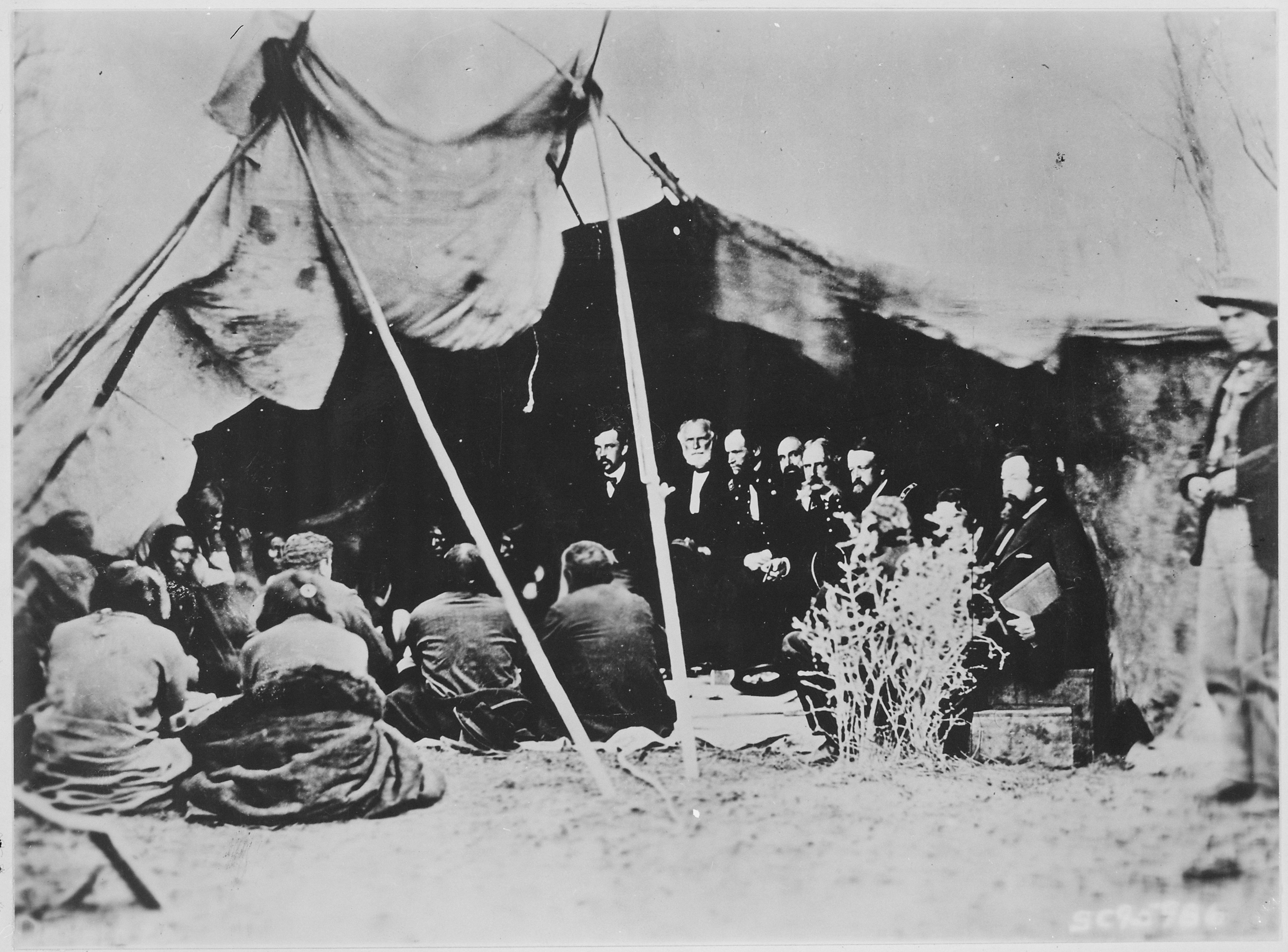
Fort Laramie Vertrag (1868)

Der Vertrag von Fort Laramie 1868 ist der bedeutendste und bekannteste von mehreren Verträgen, die in Fort Laramie unterzeichnet wurden. Er wurde am 6. November 1868 abgeschlossen und legte das Gebiet des gesamten heutigen US-Bundesstaates South Dakota westlich des Missouri, einschließlich der Black Hills (von der Nordgrenze in Nebraska bis zum 46. Breitengrad und vom Missouri im Osten bis zum 104. Meridian im Westen) als Indianerland zur uneingeschränkten und unbehelligten Nutzung und Besiedlung durch die Great Sioux Nation fest. Landabtretungen sollten nur dann möglich sein, wenn dem mindestens drei Viertel aller erwachsenen männlichen Sioux, die auf Reservatsgebiet leben, zustimmen.
1874 schickte die US-Regierung eine Expedition unter dem militärischen Schutz von George Armstrong Custer in die Black Hills, bei der dort Gold entdeckt wurde. Der daraufhin in den Black Hills sogleich einsetzende Goldrausch führte schließlich zu einem erneuten Indianerkrieg. In dessen Verlauf konnten die beteiligten Stämme in der Schlacht am Little Bighorn ihren größten militärischen Erfolg erzielen, der ihr Schicksal aber nicht mehr abwendete. Eine nicht genau bekannte Anzahl Prärieindianer wurde bis zum Frühjahr 1877 getötet, verhungerte oder starb an Krankheiten. Einigen gelang die Flucht auf kanadisches Territorium. Den weitaus größten Teil ihres Stammesgebietes verloren die Sioux und Northern Cheyenne an die Weißen, darunter auch die Black Hills. 1979 bekamen sie deshalb wegen der Missachtung des Vertrags von Fort Laramie und anderer Vereinbarungen eine finanzielle Entschädigung von damals 101 Millionen Dollar zugesprochen. Bis heute verweigern die Sioux jedoch die Annahme des Geldes. Sie wollen das ihnen angestammte Land zurück, vor allem auch die ihnen heiligen Black Hills (Paha Sapa).

## Probleme der Ponca
1858 unterschrieb der Stamm der  Ponca einen Vertrag mit der US-Regierung, in dem der Stamm große Gebiete an die Bundesregierung abtrat, für den Stamm aber Gebiete im Nordosten von Nebraska für seine Mitglieder reservierte. In einem weiteren Vertrag 1865 tauschte der Stamm diese reservierten Gebiete durch Gebiete südlich des Niobarara River und Ponca Creek. Einer der Gründe für den Gebietsaustausch waren Probleme mit den Sioux, die zu bewaffneten Konflikten führten. Diese 96.000 Acre waren aber Bestandteil der Great Sioux Reservation. Die Verfasser des Vertrags hatten schlicht den Vertrag von 1865 mit den Ponca übersehen. 96.000 Acre Land waren nun zweimal reserviert worden. Der Vertrag von Fort Laramie führte zur zwangsweisen Umsiedlung der Ponca nach Oklahoma.